# La Neuville-aux-Larris
La Neuville-aux-Larris település Franciaországban, Marne megyében. Lakosainak száma 192 fő (2022. január 1.). La Neuville-aux-Larris Champlat-et-Boujacourt, Baslieux-sous-Châtillon, Belval-sous-Châtillon, Chaumuzy, Cuchery és Jonquery községekkel határos.

## Népesség
A település népességének változása:
| Lakosok száma | 180  | 159  | 181  | 171  | 160  | 161  | 170  | 185  | 187  | 192  |
|               | 1968 | 1982 | 1990 | 2006 | 2013 | 2015 | 2017 | 2019 | 2020 | 2022 |